# Ieri, oggi e domani (singolo)
Ieri, oggi e domani è un singolo del gruppo musicale italiano Sottotono in collaborazione con Kay Bianco e Speaker Cenzou, pubblicato nel 1996 dalla Crime Squad.
I proventi di questo singolo sono stati devoluti alla Lega italiana per la lotta contro l'AIDS.

## Tracce
Testi di Tormento, Kay Bianco, Speaker Cenzou, musiche di Fish.
1. Ieri, oggi e domani (Original Version) – 4:50
2. Ieri, oggi e domani (Instrumental Version) – 4:50
3. Ieri, oggi e domani (Accappella Version) – 4:50